# لارس بيترسون
لارس بيترسون (بالسويدية: Lars Pettersson)‏ هو لاعب هوكي الجليد سويدي، ولد في 19 مارس 1925 في فيستيروس في السويد، وتوفي بنفس المكان في 8 مايو 1971.

## وصلات خارجية
- لارس بيترسون على موقع EliteProspects.com (الإنجليزية)
- لارس بيترسون على موقع Eurohockey.com (الإنجليزية)
- لارس بيترسون على موقع أوليمبيديا (الإنجليزية)
- لارس بيترسون على موقع اللجنة الأولمبية السويدية (السويدية)